# Tetropium beckeri
Tetropium beckeri là một loài bọ cánh cứng trong họ Cerambycidae.